# Arondismentul Blaye
Arondismentul Blaye (în franceză Arrondissement de Blaye) este un arondisment din departamentul Gironde, regiunea Aquitania, Franța.

## Subdiviziuni

### Cantoane
- Cantonul Blaye
- Cantonul Bourg
- Cantonul Saint-André-de-Cubzac
- Cantonul Saint-Ciers-sur-Gironde
- Cantonul Saint-Savin

### Comune
| 1. Anglade (33006)                  | 2. Bayon-sur-Gironde (33035)       | 3. Berson (33047)                     | 4. Blaye (33058)                   |
| 5. Bourg (33067)                    | 6. Braud-et-Saint-Louis (33073)    | 7. Campugnan (33089)                  | 8. Cars (33100)                    |
| 9. Cartelègue (33101)               | 10. Cavignac (33114)               | 11. Civrac-de-Blaye (33126)           | 12. Comps (33132)                  |
| 13. Cubnezais (33142)               | 14. Cézac (33123)                  | 15. Donnezac (33151)                  | 16. Eyrans (33161)                 |
| 17. Fours (33172)                   | 18. Gauriac (33182)                | 19. Générac (33184)                   | 20. Lansac (33228)                 |
| 21. Laruscade (33233)               | 22. Marcenais (33266)              | 23. Marcillac (33267)                 | 24. Marsas (33272)                 |
| 25. Mazion (33280)                  | 26. Mombrier (33285)               | 27. Plassac (33325)                   | 28. Pleine-Selve (33326)           |
| 29. Prignac-et-Marcamps (33339)     | 30. Pugnac (33341)                 | 31. Reignac (33351)                   | 32. Saint-Androny (33370)          |
| 33. Saint-Aubin-de-Blaye (33374)    | 34. Saint-Caprais-de-Blaye (33380) | 35. Saint-Christoly-de-Blaye (33382)  | 36. Saint-Ciers-de-Canesse (33388) |
| 37. Saint-Ciers-sur-Gironde (33389) | 38. Saint-Genès-de-Blaye (33405)   | 39. Saint-Girons-d'Aiguevives (33416) | 40. Saint-Mariens (33439)          |
| 41. Saint-Martin-Lacaussade (33441) | 42. Saint-Palais (33456)           | 43. Saint-Paul (33458)                | 44. Saint-Savin (33473)            |
| 45. Saint-Seurin-de-Bourg (33475)   | 46. Saint-Seurin-de-Cursac (33477) | 47. Saint-Trojan (33486)              | 48. Saint-Vivien-de-Blaye (33489)  |
| 49. Saint-Yzan-de-Soudiac (33492)   | 50. Samonac (33500)                | 51. Saugon (33502)                    | 52. Tauriac (33525)                |
| 53. Teuillac (33530)                | 54. Villeneuve (33551)             | 55. Étauliers (33159)                 |                                    |